# Epidesma perplexa
Epidesma perplexa là một loài bướm đêm thuộc phân họ Arctiinae, họ Erebidae.